# Ragnhild Hveger
Ragnhild Hveger   (Nyborg, 10 de desembre de 1920 - 1 de desembre de 2011), de casada Andersen, fou una nedadora danesa guanyadora d'una medalla olímpica. De 1936 a 1943 va establir 44 rècords mundials i en un moment va arribar a tenir 19 rècords mundials en diferents distàncies i disciplines. El 1938 va guanyar tres medalles d'or al Campionat d'Europa.
El 1936 va prendre part en els Jocs Olímpics de Berlín, on va disputar tres proves del programa de natació. En els 400 metres lliures va guanyar la medalla de plata, mentre en els 4x100 metres lliures fou setena i en els 100 metres lliures quedà eliminada en sèries.
Filla d'un membre del partit nazi danès, germana d'un voluntari del front oriental, i casada amb un oficial alemany, a la fi de la Segona Guerra Mundial va ser internada durant sis setmanes en un camp de treballs forçats, sota sospita de col·laboració amb els alemanys, alhora que li va ser vetada la participació als Jocs Olímpics de 1948. El 1950 se li aixecà el càstig i va poder competir als Jocs Olímpics de 1952, on va acabar quarta en la prova dels 4x100 metres lliures i cinquena en la dels 400 metres lliures. Hveger es va retirar el 1954 després d'acabar cinquena en els 100 metres lliures als Campionats d'Europa.
El 1966 va ser inclosa a l'International Swimming Hall of Fame i 30 anys més tard declarada esportista del segle pel Dansk Idræts-Forbund.